# فيرتشايلد كيه آر-34
فيرتشايلد كيه آر-34  (بالإنجليزية: Fairchild KR-34)‏ هي طائرة رياضة، ذات سطحين، وبمقعدين. أنتجت في الولايات المتحدة. من صناعة فيرتشايلد للطيران. كان أول طيران لها في 1928.